# Detectives o ladrones..?
Detectives o ladrones..? é um filme de comédia mexicano dirigido por Miguel Morayta e produzido por Roberto Gómez Bolaños. Lançado em 1967, foi protagonizado pela dupla humorística Marco Antonio Campos e Gaspar Henaine. 

## Elenco
- Marco Antonio Campos - Viruta
- Gaspar Henaine - Capulina
- Ofelia Montesco - Rosita
- Héctor Lechuga - Don Arnulfo
- Cynthia Mandan - Lucía
- Germán Valdés - Harry